# آدام لاورگنا
آدام لاورگنا (انگلیسی: Adam LaVorgna؛ زادهٔ ۱ مارس ۱۹۸۱) یک بازیگر سینما، و هنرپیشه اهل ایالات متحده آمریکا است. وی از سال ۱۹۹۱ میلادی تاکنون مشغول فعالیت بوده‌است.
از فیلم‌ها یا برنامه‌های تلویزیونی که وی در آن نقش داشته‌است می‌توان به خیابان ۲۹ام، پول شیر و خارج از مشیت الهی اشاره کرد.